# 石梯嶺
石梯嶺，是台灣台北市士林區平等里一座頂部較為平坦的山峰，位於陽明山國家公園範圍內，標高865公尺。石梯嶺東側為瑪鋉溪上游溪谷，南側及西側為內雙溪上游溪谷，北側為磺溪（北磺溪）上游溪谷。

## 登山步道
石梯嶺位於風擎步道（風櫃嘴—擎天崗）上，約在全程的三分之二處。該步道是陽明山東西大縱走（陽明山十連峰）開頭部分，也是臺北大縱走第三段（小油坑服務站—風櫃口）的後半部。步道全程6.6公里，每0.2公里設有雙面里程碑。:199
石梯嶺山頭上立有「明」字拓印柱，與十連峰的其他山頭拓印柱刻字共同組成一句「陽明山東西大縱走活動」。